# Torre Flak

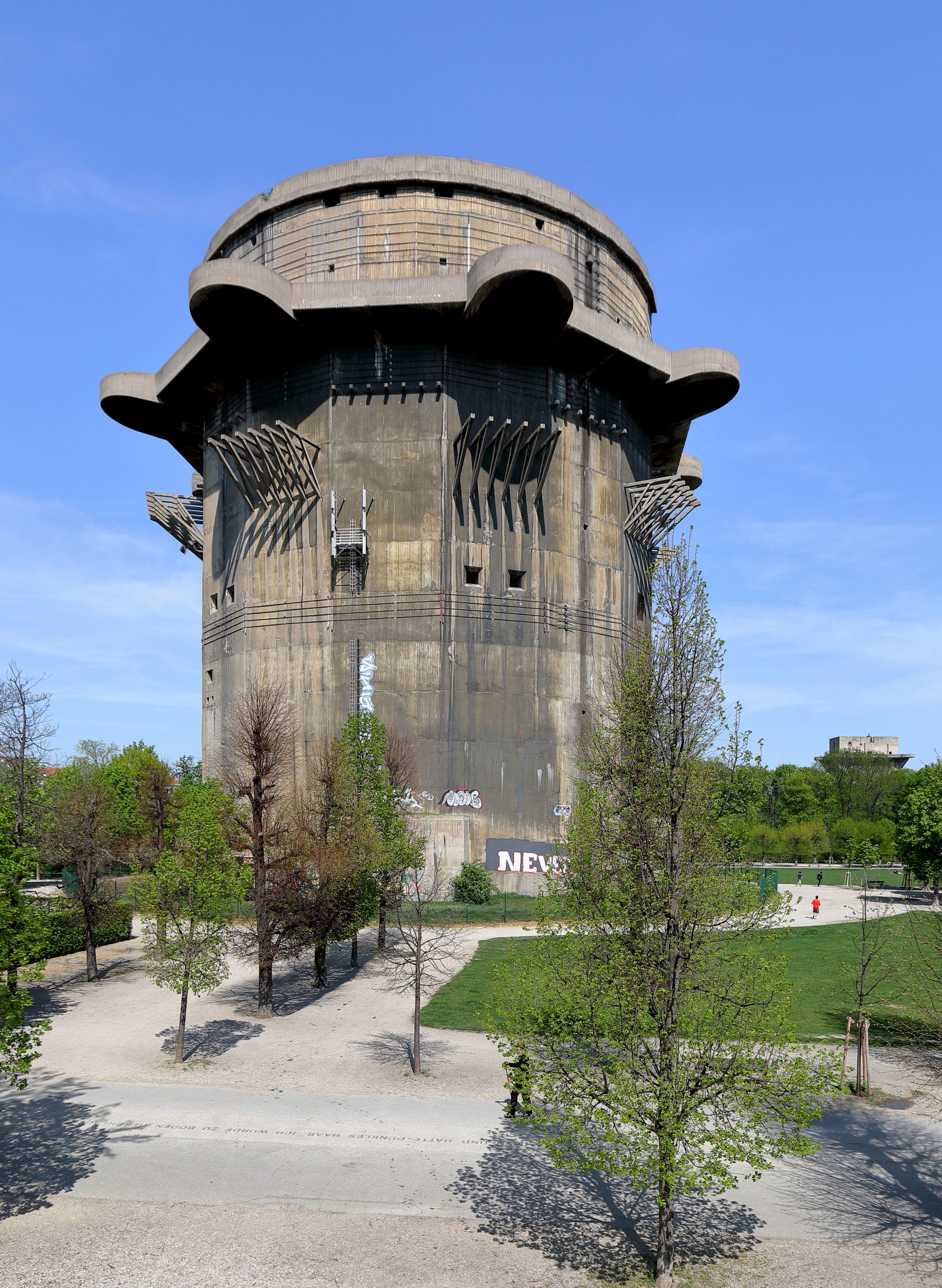
«Torre G» en Augarten (Viena)

Las Torres Flak (en alemán: Flaktürme, literalmente "torre antiaérea") fueron ocho grandes torres fortificadas con cañones antiaéreos construidas en las ciudades de Berlín (3 torres), Hamburgo (2 torres) y Viena (3 torres), a partir de 1940. Otras ciudades que usaron torres antiaéreas incluyen Stuttgart y Frankfurt am Main. Las torres fueron usadas por la Luftwaffe para defenderse de los ataques aéreos Aliados. También sirvieron como refugio para decenas de miles de personas y para coordinar la defensa aérea.

## Historia y usos

### Concepción

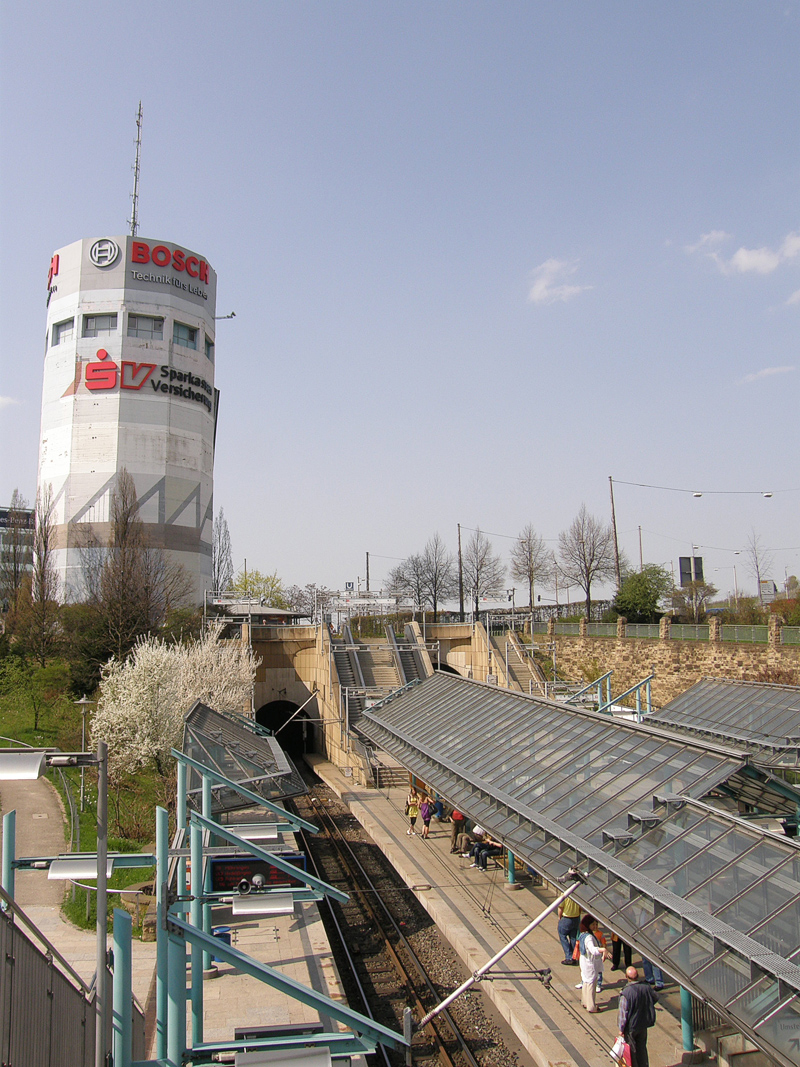
Pragsattel Flakturm en Stuttgart

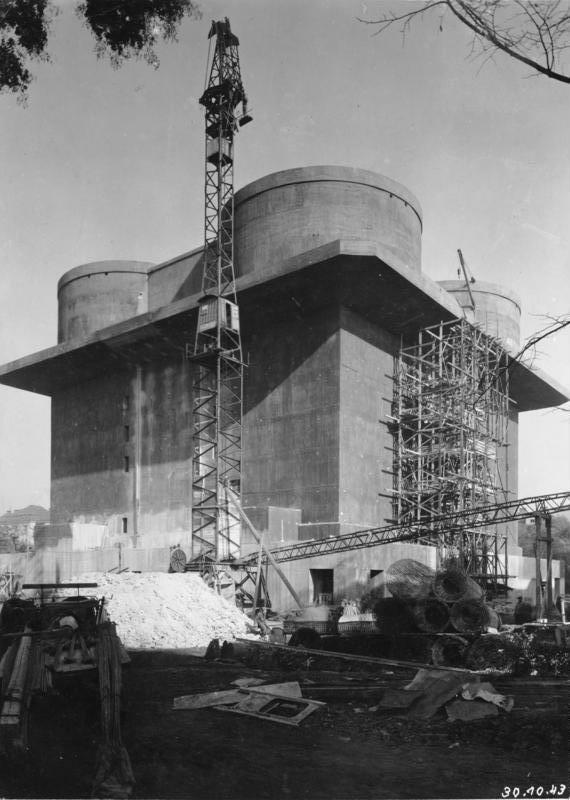
Torre Flak durante su construcción (1942)

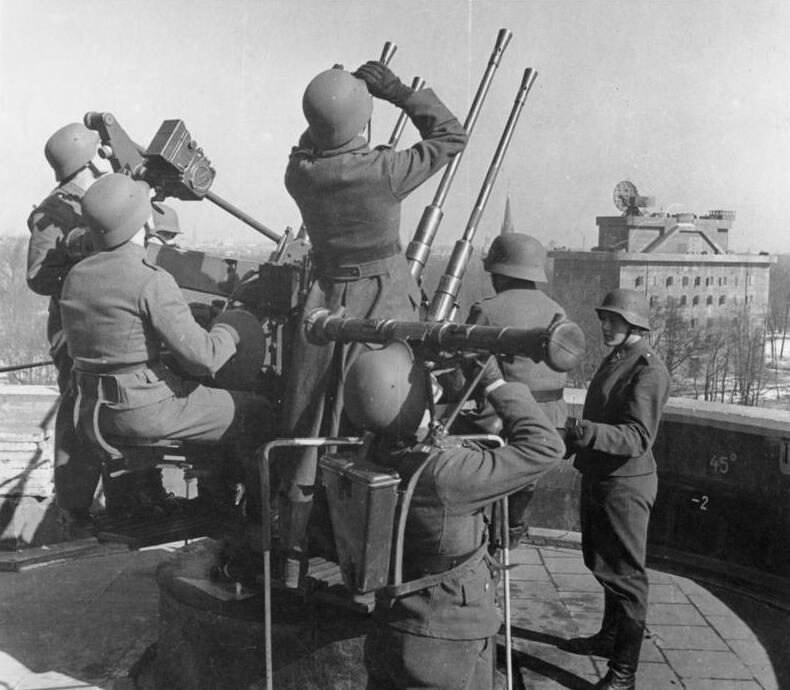
Un Flakvierling 38 y su tripulación en la «Torre G» del zoo de Berlín. Se puede ver una antena de radar en el tejado de la torre de enfrente (1942).

Tras la incursión de la RAF en Berlín en 1940, Adolf Hitler ordenó la construcción de tres torres antiaéreas masivas para defender la capital de ataques aéreos. Estas torres estaban apoyadas por unas instalaciones de radar que tenían una antena de radar retráctil (la antena quedaba retraída tras una cúpula de hormigón y acero para protegerla de ataques aéreos).
Las torres flak, en cuyo diseño Hitler tomó un interés personal e incluso dibujó algunos bocetos, fueron construidas en tan solo seis meses. La prioridad del proyecto fue tal que los horarios del ferrocarril nacional alemán se alteraron para facilitar el envío de hormigón, acero y madera a los sitios de construcción.
Con paredes de hormigón de 3,5 m de grosor, las torres flak se consideraban invulnerables a los ataques con artefactos explosivos típicos que llevaban los bombarderos Aliados, aunque es poco probable que pudieran aguantar impactos de bomba Grand Slam, que a pesar de no haber sido diseñadas para eso, habían conseguido penetrar hormigón armado más grueso. Los aviones generalmente trataban de evitar las torres antiaéreas. 
Las torres eran capaces de mantener una cadencia de fuego de ocho mil disparos por minuto gracias a sus cañones de varios niveles, con un rango de hasta 14 km en un campo de visión de 360°. Sin embargo, solo los cañones de 128 mm tenían un alcance efectivo capaz de defenderse de bombarderos pesados de la RAF. Las tres torres flak en las afueras de Berlín creaban un triángulo de fuego antiaéreo formidable que cubría el centro de Berlín.

### Usadas como refugio
Las torres Flak también habían sido diseñadas con la idea de usar los búnkeres por encima del suelo como refugio para civiles, con espacio para hasta diez mil civiles. Dentro había incluso un hospital. Estas torres, durante la caída de Berlín, formaron sus propias comunidades, con hasta treinta mil berlineses refugiándose en una sola torre durante la batalla. De forma similar a la torre del homenaje de los castillos medievales, eran uno de los sitios más seguros en la destruida ciudad. Las torres flak fueron algunos de los últimos lugares en rendirse al Ejército Rojo, pero la escasez de suministros acabó por forzar su rendición.
Los soviéticos, en su asalto a Berlín, encontraron muy difícil infligir un daño significante en las torres Flak, incluso contando con algunos de los cañones soviéticos más grandes, como los obuses de 203 mm. Las fuerzas soviéticas generalmente maniobraron alrededor de las torres, y eventualmente enviaron a soldados para buscar su sumisión. Al contrario que gran parte de Berlín, las torres estaban bien provistas con munición y suministros, y los artilleros usaron incluso sus cañones antiaéreos de 20 mm para defenderse de asaltos por unidades terrestres. La Torre del Zoo fue uno de los últimos puntos de defensa, con unidades blindadas alemanas concentrándose cerca, en Tiergarten, antes de intentar romper el cerco soviético del Ejército Rojo.

### Tras la guerra
Las torres de Berlín fueron dinamitadas, y sus restos desmantelados o enterrados tras la guerra. La torre central de Hamburgo se transformó en un «Mediabunker», o torre de medios de comunicación. Hoy en día, grupos de música aprovechan el grosor de sus paredes para ensayar sin molestar a los vecinos. La Torre Flak VI de  Wilhelmsburg se está transformando en búnker de energías renovables («Energiebunker»). Únicamente las torres de Viena han mantenido más o menos su estado original.
Exceptuando Berlín, era muy difícil dinamitar las torres, porque se encontraban en medio de barrios habitados. Y dado el grosor de las paredes, es casi imposible desmantelarlas de forma tradicional. Hoy en día están catalogadas como monumento histórico.

## Diseño

Planta de una Torre G de Primera Generación.

Planta de una Torre G de Segunda Generación.

Planta de una Torre G de Tercera Generación.

Las torres Flak se construían siempre en parejas: una Torre G y una Torre L.
La evaluación de torres de batería todavía más grandes fue encargada por Adolf Hitler. Estas habrían sido tres veces más grandes y con más potencia de fuego que las torres flak.

### Torre G
Una torre G (del alemán: Gefechtsturm), o Torre de Combate, también conocida como «Torre de los Cañones», o «Gran Torre Flak», contenía los cuatro cañones principales, de 128 mm, y unos cañones de 20 mm en plataformas más bajas para defenderse de aviones de baja altitud.
Su diseño pasó por varias generaciones. En la tercera generación, los cuatro cañones se colocaron tan juntos que quedaban protegidos por torretas.
Armamento habitual
| 1ª Generación                                                                                                  | 2ª Generación                                                                        | 3ª Generación                                                                        |
| - 4 baterías dobles de cañones de 128 mm - 8 baterías cuádruples de cañones de 20 mm - Varios cañones de 37 mm | - 4 baterías dobles de cañones de 128 mm - 4 baterías cuádruples de cañones de 20 mm | - 4 baterías dobles de cañones de 128 mm - 8 baterías cuádruples de cañones de 20 mm |

Especificaciones
| Especificaciones                     | 1ª Generación | 2ª Generación | 3ª Generación |
| Longitud [m]                         | 75            | 57            | 43            |
| Anchura [m]                          | 75            | 57            | 43            |
| Altitud1 [m]                         | 39            | 42            | 55            |
| Grosor de la pared [m]               | 3,5           | 2             | 2,5           |
| Grosor del techo [m]                 | 5             | 3,5           | 3,5           |
| Las tres generaciones de la Torre G. |               |               |               |

1 La altura real de las torres es muy diferente, pero para controlar mejor los incendios, las plataformas de las torres se construyeron a la misma altura.

### Torre L

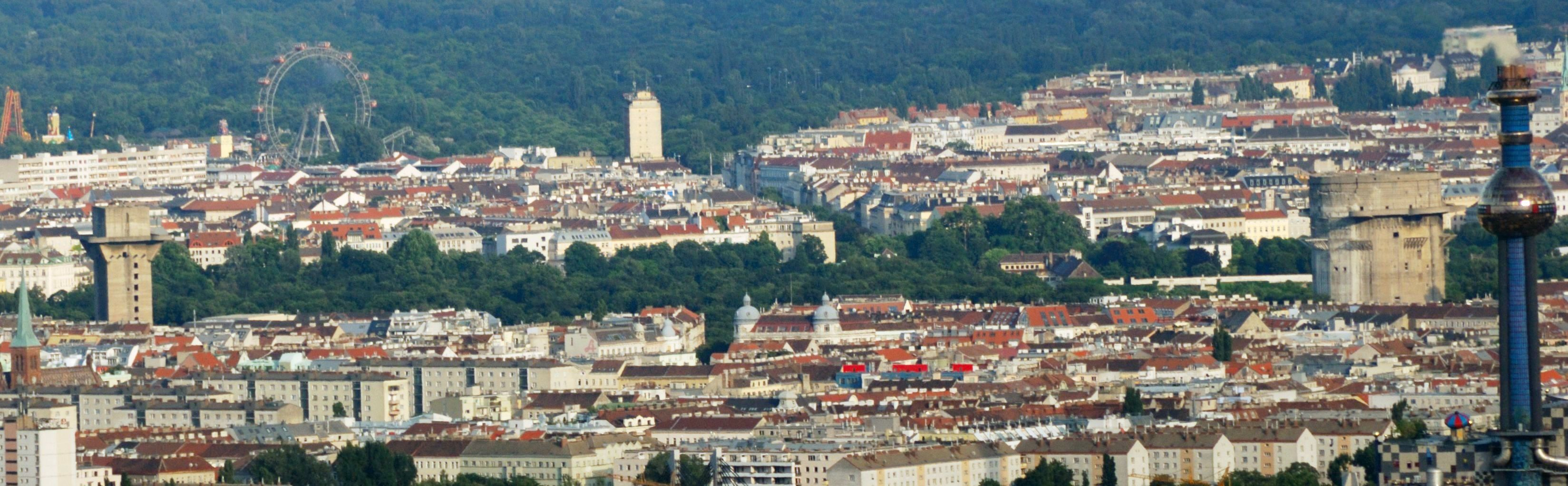
Las Torres L y G en Augarten (Viena).

Una torre L (del alemán: Leitturm), o Torre de Liderazgo, también conocida como «Torre de control de Fuego», «Torre de Mando» o «Pequeña Torre Flak», era más pequeña que la Torre G, y solo tenía unos pocos cañones. La Torre L estaba conectada con la Torre G mediante túneles para los cables con un diámetro de hasta 1,5 m, parcialmente accesible para los soldados. Al final de la guerra, se usó como túnel de escape. La torre contenía el equipo necesario para conducir y dirigir los ataques, el radar, los sistemas de información, etc. 
Al igual que la Torre G, su diseñó también cambió:
Armamento habitual
| 1ª Generación                               | 2ª Generación                                |
| - 4 baterías cuádruples de cañones de 20 mm | - 10 baterías cuádruples de cañones de 20 mm |

Especificaciones
| Especificaciones | 1ª Generación | 2ª Generación |
| Longitud [m]     | 50            | 50            |
| Anchura [m]      | 23            | 23            |
| Altitud1 [m]     | 39            | 44            |

## Cañones Flak
- 37mm Flak 43
- 2 cm Gebirgsflak 38
- 12,8 cm FlaK 40